# Cataract Dam
Cataract Dam är en dammbyggnad i Australien. Den ligger i kommunen Wollondilly och delstaten New South Wales, i den sydöstra delen av landet, omkring 59 kilometer sydväst om delstatshuvudstaden Sydney.
Runt Cataract Dam är det tätbefolkat, med 286 invånare per kvadratkilometer.. Närmaste större samhälle är Wollongong, omkring 19 kilometer sydost om Cataract Dam. 
I omgivningarna runt Cataract Dam växer i huvudsak städsegrön lövskog. Genomsnittlig årsnederbörd är 1 288 millimeter. Den regnigaste månaden är februari, med i genomsnitt 215 mm nederbörd, och den torraste är juli, med 34 mm nederbörd.